# Аркадєвка (Новгородська область)
Аркадєвка (рос. Аркадьевка) — присілок в Хвойнинському районі Новгородської області Російської Федерації.
Населення становить 7 осіб. Входить до складу муніципального утворення Миголоське сільське поселення.

## Історія
Від 2005 року входить до складу муніципального утворення Миголоське сільське поселення

## Населення
| 2009 | 2010 |
| ---- | ---- |
| 6    | ↗7   |